# 2010 في أوكرانيا
فيما يلي قوائم الأحداث التي وقعت خلال عام 2010 في أوكرانيا.

## أحداث
- 1 يناير – الانتخابات الرئاسية الأوكرانية 2010

## سياسة

### تعيين في المنصب
- 25 فبراير – فيكتور يانوكوفيتش قائمة رؤساء أوكرانيا.
- 3 مارس – ألكساندر تورتشينوف رئيس وزراء أوكرانيا،رئيس وزراء أوكرانيا.
- 11 مارس – ميكولا أزاروف رئيس وزراء أوكرانيا.

### انتهاء فترة المنصب
- 19 فبراير – فيكتور يانوكوفيتش نائب الشعب الأوكراني [الإنجليزية]‏.
- 25 فبراير – فيكتور يوشتشينكو قائمة رؤساء أوكرانيا.
- 4 مارس – يوليا تيموشينكو رئيس وزراء أوكرانيا.
- 11 مارس – ألكساندر تورتشينوف رئيس وزراء أوكرانيا.
- 11 مارس – ميكولا أزاروف نائب الشعب الأوكراني [الإنجليزية]‏.

## وفيات

### مارس
- 24 مارس – أنزور أستيميروف (مواليد 1976)

### يونيو
- 3 يونيو – فلاديمير أرنولد (مواليد 1937) رياضياتي روسي.
- 14 يونيو – ليونيد كيزيم (مواليد 1941)

### سبتمبر
- 29 سبتمبر – جورج تشارباك (مواليد 1924) فيزيائي فرنسي.

### أكتوبر
- 1 أكتوبر – جورجي أرباتوف (مواليد 1923)

### نوفمبر
- 28 نوفمبر – فلاديمير ماسلاتشينكو (مواليد 1936) لاعب كرة قدم روسي.